# Mandy Minella
Mandy Minella (Esch-sur-Alzette, 22 de novembre de 1985) és una jugadora de tennis professional luxemburguesa. El seu rànquing més alt dins del circuit de la WTA correspon al número 66 aconseguit l'any 2013 però no ha aconseguit cap títol de categoria WTA, nou en el circuit ITF. En dobles ha aconseguit dos títols WTA arribant al lloc 47.

## Biografia
Minella va néixer a Esch-sur-Alzette (Luxemburg), filla de Mario i Anna Minella, i va començar a jugar a tennis a l'edat de 5 anys. Parla amb fluïdesa cinc idiomes: luxemburguès, alemany, francès, italià i anglès.
El 17 d'octubre de 2014 es va casar a la seva ciutat natal amb el seu entrenador i xicot Tim Sommer.

## Palmarès: 2 (0−2)

### Individual: 1 (0−1)
| Llegenda                                  |
| ----------------------------------------- |
| Grand Slam (0−0)                          |
| WTA Tour Championships / WTA Finals (0−0) |
| Premier Mandatory (0−0)                   |
| Premier 5 (0−0)                           |
| Premier (0−0)                             |
| International (0−1)                       |

| Títols per superfície |
| --------------------- |
| Dura (0−0)            |
| Gespa (0−0)           |
| Terra batuda (0−1)    |

| Resultat  | Núm. | Data                 | Torneig        | Superfície   | Oponent      | Marcador    |
| --------- | ---- | -------------------- | -------------- | ------------ | ------------ | ----------- |
| Finalista | 1.   | 22 de juliol de 2018 | Gstaad, Suïssa | Terra batuda | Alizé Cornet | 4−6, 6−7(6) |

### Dobles: 7 (2−5)
| Llegenda                                  |
| ----------------------------------------- |
| Grand Slam (0−0)                          |
| WTA Tour Championships / WTA Finals (0−0) |
| Premier Mandatory (0−0)                   |
| Premier 5 (0−0)                           |
| Premier (0−0)                             |
| International (2−5)                       |

| Títols per superfície |
| --------------------- |
| Dura (0−4)            |
| Gespa (0−0)           |
| Terra batuda (2−1)    |

| Resultat   | Núm. | Data                   | Torneig              | Superfície   | Parella         | Oponents en la final                     | Marcador    |
| ---------- | ---- | ---------------------- | -------------------- | ------------ | --------------- | ---------------------------------------- | ----------- |
| Finalista  | 1.   | 18 de febrer de 2012   | Bogotà, Colòmbia     | Terra batuda | Stefanie Vögele | Eva Birnerová Alexandra Panova           | 2−6, 2−6    |
| Finalista  | 2.   | 12 de gener de 2013    | Hobart, Austràlia    | Dura         | Tímea Babos     | Garbiñe Muguruza María Teresa Torró Flor | 3−6, 6−7(5) |
| Guanyadora | 1.   | 23 de febrer de 2013   | Bogotà               | Terra batuda | Tímea Babos     | Eva Birnerová Alexandra Panova           | 6−4, 6−3    |
| Guanyadora | 2.   | 28 d'abril de 2013     | Marràqueix, Marroc   | Terra batuda | Tímea Babos     | Petra Martić Kristina Mladenovic         | 6−3, 6−1    |
| Finalista  | 3.   | 14 de setembre de 2013 | Taixkent, Uzbekistan | Dura         | Olga Govortsova | Tímea Babos Iaroslava Xvédova            | 3−6, 3−6    |
| Finalista  | 4.   | 21 de setembre de 2014 | Seül, Corea del Sud  | Dura         | Mona Barthel    | Lara Arruabarrena Irina-Camelia Begu     | 3−6, 3−6    |
| Finalista  | 5.   | 20 d'octubre de 2018   | Luxemburg, Luxemburg | Dura (i)     | Vera Lapko      | Greet Minnen Alison Van Uytvanck         | 6−7(3), 2−6 |

## Trajectòria

### Individual
| Open d'Austràlia | A   | A   | Q2  | 1R | 1R  | 2R  | Q1  | Q1  | 2R  | A   | Q2  | Q2 | 0 / 4     | 2 – 4     |
| Roland Garros | A   | Q1  | Q3  | 1R | 1R  | 1R  | A   | Q2  | 1R  | 1R  | 2R  |    | 0 / 6     | 1 – 6     |
| Wimbledon | A   | Q1  | Q1  | 1R | 1R  | Q1  | Q3  | 2R  | 1R  | A   | 1R  |    | 0 / 5     | 1 – 5     |
| US Open | Q1  | 3R  | Q3  | 3R | 1R  | Q1  | Q2  | 1R  | A   | Q2  | 1R  |    | 0 / 5     | 4 – 5     |
| Rànquing a final d'any | 241 | 133 | 117 | 75 | 115 | 156 | 162 | 105 | 134 | 111 | 137 |    | 389 – 323 | 389 – 323 |
| Llegenda: G: Guanyadora; F: Finalista; SF: Semifinalista; QF: Quarts de final; Q: Qualificació; A: Absent; RR: Round Robin; |     |     |     |    |     |     |     |     |     |     |     |    |           |           |

### Dobles femenins
| Open d'Austràlia | A  | 2R | 1R | 2R | A   | 2R | A   | A  | 2R | A  | 0 / 5     | 4 – 5     |
| Roland Garros | 2R | 1R | A  | 1R | 1R  | 1R | 1R  | 1R | A  | A  | 0 / 7     | 1 – 7     |
| Wimbledon | 3R | 1R | Q  | 1R | A   | 1R | 1R  | 1R | NC | A  | 0 / 5     | 2 – 5     |
| US Open | 1R | 1R | A  | 1R | A   | A  | A   | A  | A  | 1R | 0 / 4     | 0 – 4     |
| Rànquing a final d'any | 65 | 62 | 83 | 98 | 236 | 97 | 289 |    |    |    | 144 – 161 | 144 – 161 |
| Llegenda: G: Guanyadora; F: Finalista; SF: Semifinalista; QF: Quarts de final; Q: Qualificació; A: Absent; RR: Round Robin; |    |    |    |    |     |    |     |    |    |    |           |           |

## Guardons
- Esportista Luxemburguès de l'Any (2011)